# 全国市長会
全国市長会（ぜんこくしちょうかい、英: Japan Association of City Mayors）は、市長、区長（東京都区部のみにいる）による地方自治の協議会。国に地方への支援を訴えている。略称はJACM。全国知事会、全国都道府県議会議長会、全国市議会議長会、全国町村会、全国町村議会議長会と共に地方自治確立対策協議会を組織している。

## 沿革

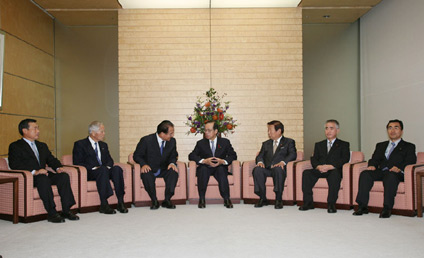
全国市長会など地方六団体の代表と内閣総理大臣との会談（2007年10月4日、総理大臣官邸にて）

- 1898年5月18日 - 関西各市聯合協議会設置
- 1906年11月1日 - 全国各市聯合協議会に改める
- 1914年11月5日 - 全国各市区聯合協議会に改める
- 1923年10月22日 - 全国各市聯合協議会に再び改称
- 1930年5月2日 - 現名称に改称

## 歴代会長（戦後）
出典：
- 第1代 岐阜市長 東前豊
- 第2代 京都市長 神戸正雄
- 第3代 川崎市長  金刺不二太郎
- 第4代 名古屋市長 塚本三
- 第5代 大阪市長 中井光次
- 第6代 川崎市長 金刺不二太郎
- 第7代 神戸市長 原口忠次郎
- 第8代 札幌市長 高田富與
- 第9代 川崎市長 金刺不二太郎
- 第10代 京都市長 高山義三
- 第11代 松本市長 降旗徳弥
- 第12代 川崎市長 金刺不二太郎
- 第13代 大阪市長 中馬馨
- 第14代 新潟市長 渡邊浩太郎
- 第15代 浜松市長 平山博三
- 第16代 岡山市長 岡崎平夫
- 第17代 小田原市長 中井一郎
- 第18代 松山市長 中村時雄
- 第19代 仙台市長 石井亨
- 第20代 福岡市長 桑原敬一
- 第21代 宇都宮市長 増山道保
- 第22代 浜松市長 栗原勝
- 第23代 鹿児島市長 赤崎義則
- 第24代 横浜市長 高秀秀信
- 第25代 立川市長 青木久
- 第26代 金沢市長 山出保
- 第27代 秋田市長 佐竹敬久
- 第28代 長岡市長 森民夫
- 第29代 防府市長 松浦正人
- 第30代 相馬市長 立谷秀淸
- 第31代 広島市長 松井一實

## 会員

### 北海道市長会
北海道
札幌市長、函館市長、小樽市長、室蘭市長、旭川市長、釧路市長、帯広市長、北見市長、夕張市長、岩見沢市長、網走市長、留萌市長、苫小牧市長、稚内市長、美唄市長、芦別市長、赤平市長、江別市長、士別市長、紋別市長、名寄市長、三笠市長、根室市長、千歳市長、滝川市長、砂川市長、歌志内市長、深川市長、富良野市長、登別市長、恵庭市長、伊達市長、北広島市長、石狩市長、北斗市長

### 東北市長会
青森県
弘前市長、青森市長、八戸市長、黒石市長、五所川原市長、十和田市長、三沢市長、むつ市長、つがる市長、平川市長
秋田県
秋田市長、能代市長、大館市長、横手市長、由利本荘市長、男鹿市長、湯沢市長、大仙市長、鹿角市長、潟上市長、北秋田市長、仙北市長、にかほ市長
岩手県
盛岡市長、釜石市長、宮古市長、一関市長、大船渡市長、奥州市長、花巻市長、北上市長、久慈市長、遠野市長、陸前高田市長、二戸市長、八幡平市長、滝沢市長
山形県
山形市長、米沢市長、鶴岡市長、酒田市長、新庄市長、寒河江市長、上山市長、村山市長、長井市長、天童市長、東根市長、尾花沢市長、南陽市長
宮城県
仙台市長、石巻市長、塩竈市長、大崎市長、気仙沼市長、白石市長、名取市長、角田市長、多賀城市長、岩沼市長、登米市長、栗原市長、東松島市長、富谷市長
福島県
会津若松市長、福島市長、郡山市長、いわき市長、白河市長、南相馬市長、須賀川市長、喜多方市長、相馬市長、二本松市長、田村市長、伊達市長、本宮市長

### 北信越市長会
新潟県
新潟市長、長岡市長、上越市長、三条市長、柏崎市長、新発田市長、小千谷市長、加茂市長、十日町市長、見附市長、燕市長、村上市長、糸魚川市長、妙高市長、五泉市長、佐渡市長、阿賀野市長、魚沼市長、南魚沼市長、胎内市長
富山県
富山市長、高岡市長、射水市長、魚津市長、氷見市長、滑川市長、黒部市長、砺波市長、小矢部市長、南砺市長
石川県
金沢市長、七尾市長、小松市長、輪島市長、珠洲市長、加賀市長、羽咋市長、白山市長、かほく市長、能美市長、野々市市長
福井県
福井市長、敦賀市長、越前市長、小浜市長、大野市長、勝山市長、鯖江市長、あわら市長、坂井市長
長野県
長野市長、松本市長、上田市長、岡谷市長、飯田市長、諏訪市長、須坂市長、小諸市長、伊那市長、中野市長、駒ヶ根市長、大町市長、飯山市長、茅野市長、塩尻市長、千曲市長、佐久市長、東御市長、安曇野市長

### 関東市長会
東京都
八王子市長、立川市長、武蔵野市長、三鷹市長、青梅市長、府中市長、昭島市長、調布市長、町田市長、小金井市長、小平市長、日野市長、東村山市長、国分寺市長、国立市長、西東京市長、福生市長、狛江市長、東大和市長、清瀬市長、東久留米市長、武蔵村山市長、多摩市長、稲城市長、あきる野市長、羽村市長、千代田区長、中央区長、港区長、新宿区長、文京区長、台東区長、墨田区長、江東区長、品川区長、目黒区長、大田区長、世田谷区長、渋谷区長、中野区長、杉並区長、豊島区長、北区長、荒川区長、板橋区長、練馬区長、足立区長、葛飾区長、江戸川区長（特別区各区は政令指定都市の区と異なり、首長と議会が個別に存在するので市扱い）
神奈川県
横浜市長、川崎市長、横須賀市長、平塚市長、鎌倉市長、藤沢市長、小田原市長、茅ヶ崎市長、逗子市長、相模原市長、三浦市長、秦野市長、厚木市長、大和市長、伊勢原市長、海老名市長、座間市長、南足柄市長、綾瀬市長
埼玉県
川越市長、熊谷市長、さいたま市長、川口市長、行田市長、秩父市長、所沢市長、飯能市長、加須市長、本庄市長、東松山市長、春日部市長、狭山市長、羽生市長、鴻巣市長、深谷市長、上尾市長、草加市長、蕨市長、戸田市長、入間市長、朝霞市長、志木市長、和光市長、新座市長、桶川市長、久喜市長、北本市長、八潮市長、富士見市長、ふじみ野市長、三郷市長、蓮田市長、坂戸市長、幸手市長、鶴ヶ島市長、日高市長、吉川市長、白岡市長
千葉県
千葉市長、銚子市長、市川市長、船橋市長、館山市長、木更津市長、松戸市長、野田市長、香取市長、茂原市長、成田市長、佐倉市長、東金市長、匝瑳市長、旭市長、習志野市長、柏市長、勝浦市長、市原市長、流山市長、八千代市長、我孫子市長、鴨川市長、鎌ケ谷市長、君津市長、富津市長、浦安市長、四街道市長、袖ケ浦市長、八街市長、印西市長、白井市長、富里市長、いすみ市長、南房総市長、山武市長、大網白里市長
茨城県
水戸市長、日立市長、土浦市長、古河市長、石岡市長、筑西市長、結城市長、龍ケ崎市長、ひたちなか市長、下妻市長、常総市長、常陸太田市長、高萩市長、北茨城市長、笠間市長、取手市長、坂東市長、牛久市長、つくば市長、鹿嶋市長、潮来市長、守谷市長、常陸大宮市長、那珂市長、稲敷市長、かすみがうら市長、神栖市長、行方市長、桜川市長、鉾田市長、つくばみらい市長、小美玉市長
栃木県
宇都宮市長、足利市長、栃木市長、佐野市長、鹿沼市長、日光市長、小山市長、真岡市長、大田原市長、矢板市長、那須塩原市長、さくら市長、那須烏山市長、下野市長
群馬県
前橋市長、高崎市長、桐生市長、伊勢崎市長、太田市長、沼田市長、館林市長、渋川市長、藤岡市長、富岡市長、安中市長、みどり市長
山梨県
甲府市長、富士吉田市長、甲州市長、都留市長、山梨市長、大月市長、韮崎市長、南アルプス市長、甲斐市長、笛吹市長、北杜市長、上野原市長、中央市長

### 東海市長会
静岡県
静岡市長、浜松市長、沼津市長、熱海市長、三島市長、富士宮市長、伊東市長、島田市長、富士市長、磐田市長、焼津市長、藤枝市長、掛川市長、御殿場市長、袋井市長、裾野市長、下田市長、湖西市長、伊豆市長、御前崎市長、菊川市長、伊豆の国市長、牧之原市長
愛知県
名古屋市長、豊橋市長、岡崎市長、一宮市長、瀬戸市長、半田市長、春日井市長、豊川市長、津島市長、碧南市長、刈谷市長、豊田市長、安城市長、西尾市長、蒲郡市長、犬山市長、常滑市長、江南市長、小牧市長、稲沢市長、新城市長、東海市長、大府市長、知多市長、知立市長、尾張旭市長、高浜市長、岩倉市長、豊明市長、日進市長、田原市長、愛西市長、清須市長、北名古屋市長、弥富市長、みよし市長、あま市長、長久手市長
岐阜県
岐阜市長、大垣市長、高山市長、多治見市長、関市長、中津川市長、羽島市長、美濃市長、美濃加茂市長、瑞浪市長、恵那市長、土岐市長、各務原市長、可児市長、山県市長、瑞穂市長、飛騨市長、本巣市長、郡上市長、下呂市長、海津市長
三重県
津市長、四日市市長、伊勢市長、松阪市長、桑名市長、伊賀市長、鈴鹿市長、名張市長、尾鷲市長、亀山市長、鳥羽市長、熊野市長、いなべ市長、志摩市長

### 近畿市長会
滋賀県
大津市長、彦根市長、長浜市長、近江八幡市長、東近江市長、草津市長、守山市長、栗東市長、甲賀市長、野洲市長、湖南市長、高島市長、米原市長
京都府
京都市長、福知山市長、舞鶴市長、綾部市長、宇治市長、宮津市長、亀岡市長、城陽市長、長岡京市長、向日市長、八幡市長、京田辺市長、京丹後市長、南丹市長、木津川市長
大阪府
大阪市長、堺市長、岸和田市長、豊中市長、東大阪市長、池田市長、吹田市長、泉大津市長、高槻市長、貝塚市長、守口市長、枚方市長、茨木市長、八尾市長、泉佐野市長、富田林市長、寝屋川市長、河内長野市長、松原市長、大東市長、和泉市長、箕面市長、柏原市長、羽曳野市長、門真市長、摂津市長、高石市長、藤井寺市長、泉南市長、四條畷市長、交野市長、大阪狭山市長、阪南市長
奈良県
奈良市長、大和高田市長、大和郡山市長、天理市長、橿原市長、桜井市長、五條市長、御所市長、生駒市長、香芝市長、葛城市長、宇陀市長、
和歌山県
和歌山市長、新宮市長、海南市長、田辺市長、御坊市長、橋本市長、有田市長、紀の川市長、岩出市長
兵庫県
神戸市長、姫路市長、尼崎市長、明石市長、西宮市長、洲本市長、芦屋市長、伊丹市長、相生市長、豊岡市長、加古川市長、たつの市長、赤穂市長、西脇市長、宝塚市長、三木市長、高砂市長、川西市長、小野市長、三田市長、加西市長、丹波篠山市長、養父市長、丹波市長、南あわじ市長、朝来市長、淡路市長、宍粟市長、加東市長

### 中国市長会
岡山県
岡山市長、倉敷市長、津山市長、玉野市長、笠岡市長、井原市長、総社市長、高梁市長、新見市長、備前市長、瀬戸内市長、赤磐市長、真庭市長、美作市長、浅口市長
広島県
広島市長、尾道市長、呉市長、福山市長、三原市長、三次市長、府中市長、庄原市長、大竹市長、竹原市長、東広島市長、廿日市市長、安芸高田市長、江田島市長
山口県
下関市長、宇部市長、山口市長、萩市長、周南市長、防府市長、下松市長、岩国市長、山陽小野田市長、光市長、美祢市長、長門市長、柳井市長
鳥取県
鳥取市長、米子市長、倉吉市長、境港市長
島根県
松江市長、浜田市長、出雲市長、益田市長、大田市長、安来市長、江津市長、雲南市長

### 四国市長会
徳島県
徳島市長、鳴門市長、小松島市長、阿南市長、吉野川市長、美馬市長、阿波市長、三好市長
香川県
高松市長、丸亀市長、坂出市長、善通寺市長、観音寺市長、さぬき市長、東かがわ市長、三豊市長
愛媛県
松山市長、今治市長、宇和島市長、八幡浜市長、新居浜市長、西条市長、大洲市長、四国中央市長、伊予市長、西予市長、東温市長
高知県
高知市長、宿毛市長、四万十市長、安芸市長、土佐清水市長、須崎市長、土佐市長、室戸市長、南国市長、香南市長、香美市長

### 九州市長会
福岡県
北九州市長、福岡市長、久留米市長、大牟田市長、直方市長、飯塚市長、田川市長、柳川市長、朝倉市長、筑後市長、嘉麻市長、八女市長、大川市長、行橋市長、豊前市長、中間市長、小郡市長、筑紫野市長、春日市長、大野城市長、宗像市長、太宰府市長、古賀市長、福津市長、うきは市長、宮若市長、みやま市長、糸島市長、那珂川市長
佐賀県
佐賀市長、唐津市長、鹿島市長、伊万里市長、鳥栖市長、武雄市長、多久市長、小城市長、嬉野市長、神埼市長
長崎県
長崎市長、佐世保市長、島原市長、諫早市長、大村市長、五島市長、平戸市長、松浦市長、対馬市長、壱岐市長、西海市長、雲仙市長、南島原市長
大分県
大分市長、別府市長、中津市長、日田市長、佐伯市長、臼杵市長、津久見市長、竹田市長、豊後高田市長、杵築市長、宇佐市長、豊後大野市長、由布市長、国東市長
熊本県
熊本市長、八代市長、人吉市長、荒尾市長、水俣市長、玉名市長、山鹿市長、天草市長、菊池市長、宇土市長、上天草市長、宇城市長、阿蘇市長、合志市長
宮崎県
宮崎市長、都城市長、延岡市長、日南市長、小林市長、日向市長、串間市長、西都市長、えびの市長
鹿児島県
鹿児島市長、薩摩川内市長、鹿屋市長、枕崎市長、いちき串木野市長、阿久根市長、奄美市長、指宿市長、出水市長、伊佐市長、南さつま市長、霧島市長、西之表市長、垂水市長、日置市長、曽於市長、志布志市長、南九州市長 、姶良市長
沖縄県
那覇市長、うるま市長、宮古島市長、石垣市長、沖縄市長、宜野湾市長、浦添市長、名護市長、糸満市長、豊見城市長、南城市長